# Sound the Alarm (Howie Day)
| Recensione | Giudizio |
| ---------- | -------- |
| AllMusic   |          |

Sound the Alarm è un album studio del cantautore statunitense Howie Day, pubblicato nel 2009.

## Tracce
1. So Stung – 4:37 (James Major Clifford, Howie Day)
2. Weightless – 3:57 (Howie Day, Martin Terefe)
3. Longest Night – 3:35 (James Major Clifford, Howie Day, Mike Flynn, Kevin Griffin)
4. 40 Hours – 3:33 (James Major Clifford, Howie Day)
5. Be There – 3:52 (Howie Day, Kevin Griffin)
6. Everyone Loves to Love a Lie – 4:03 (James Major Clifford, Howie Day)
7. Undressed – 3:35 (Graham Colton, Howie Day, Kevin Griffin)
8. Sound the Alarm – 3:52 (James Major Clifford, Howie Day, Kevin Griffin)
9. No Longer What You Require – 6:00 (Howie Day)
10. Postcard from Mars – 4:49 (Howie Day, Kevin Griffin, Leslie Hall)
11. Counting on Me – 3:37 (James Major Clifford, Howie Day)

## Formazione
- James Clifford – chitarra, cori
- Howie Day – chitarra acustica, pianoforte, voce
- Les Hall – organo, sintetizzatore, chitarra, pianoforte, armonium, tambura, mellotron, vibrafono, piano elettrico Wurlitzer